# 馬丁島 (南極洲)
馬丁島（英語：Martin Island）是南極洲的島嶼，位於肯普地，處於愛德華八世灣北部，根據挪威探險隊拍攝的空中照片繪入地圖，現時由南極條約體系管理。